# 258년

## 연호
- 위(魏) 감로(甘露) 3년
- 촉(蜀) 경요(景耀) 원년
- 오(吳) 태평(太平) 3년 / 영안(永安) 원년

## 기년
- 위(魏) 폐제(廢帝) 5년
- 촉(蜀) 후주(後主) 36년
- 오(吳) 폐제(廢帝) 7년 / 경제(景帝) 원년
- 신라(新羅) 첨해 이사금(沾解泥師今) 12년
- 고구려(高句麗) 중천왕(中川王) 11년
- 백제(百濟) 고이왕(古爾王) 25년

## 사망
- 8월 6일 - 교황 식스토 2세, 24대 로마 교황.
- 일자불명 - 기독교 순교자 라우렌시오.